# Onkaparinga
Onkaparinga är en kommun i Australien. Den ligger i delstaten South Australia, omkring 29 kilometer söder om delstatshuvudstaden Adelaide. Antalet invånare är 166 435.
Följande samhällen finns i Onkaparinga:
- Morphett Vale
- Aldinga
- Seaford
- McLaren Vale
- Coromandel Valley
- Hackham
- Noarlunga
- Noarlunga Downs
- Moana
- Reynella
- Bedford Park
- Craigburn Farm
- Port Willunga
- Darlington
- McLaren Flat
- Kangarilla
- Cherry Gardens
- Clarendon
- Ironbank
- Willunga
- Sellicks Hill

Trakten runt Onkaparinga består till största delen av jordbruksmark. Runt Onkaparinga är det ganska glesbefolkat, med 50 invånare per kvadratkilometer. Genomsnittlig årsnederbörd är 729 millimeter. Den regnigaste månaden är juni, med i genomsnitt 133 mm nederbörd, och den torraste är december, med 21 mm nederbörd.